# جوستاف نوث
جوستاف نوث (بالألمانية: Gustav Knuth)‏ هو سياسي وممثل ألماني، ولد في 7 يوليو 1901 في ألمانيا، وتوفي في 1 فبراير 1987 في سويسرا بسبب سكتة ونوبة قلبية. من الجوائز التي نالها جائزة الفيلم الألماني ‏.

## جوائز
- جائزة الفيلم الألماني [الإنجليزية]‏

## وصلات خارجية
- جوستاف نوث على موقع IMDb (الإنجليزية)
- جوستاف نوث على موقع مونزينجر (الألمانية)
- جوستاف نوث على موقع ألو سيني (الفرنسية)
- جوستاف نوث على موقع ميوزك برينز (الإنجليزية)
- جوستاف نوث على موقع أول موفي (الإنجليزية)
- جوستاف نوث على موقع قاعدة بيانات الأفلام السويدية (السويدية)
- جوستاف نوث على موقع ديسكوغز (الإنجليزية)
- جوستاف نوث على موقع قاعدة بيانات الفيلم (الإنجليزية)
- جوستاف نوث على موقع كينوبويسك (الروسية)